# 神皇正統記
『神皇正統記』（じんのうしょうとうき）は、南北朝時代、南朝公卿の北畠親房が著した歴史書。
神代から延元4年/暦応2年8月15日（1339年9月18日）の後村上天皇践祚までを書く。奥書によれば「或童蒙」という人物のために、老筆を馳せて、延元4年/暦応2年（1339年）秋に初稿が執筆され、興国4年/康永2年（1343年）7月に修訂が終わったという。慈円『愚管抄』と並ぶ、中世日本で最も重要な歴史書で、または文明史・史論書・神道書・政治実践書・政治哲学書と評される。『大日本史』を編纂した徳川光圀を筆頭に、山鹿素行『中朝事実』、新井白石『読史余論』、頼山陽『日本外史』等、後世の著名な史書に、多大な影響を与えた。

## 歴史書としての内容

### 概要
はじめに序論を置き、神代・地神について記している。つづいて歴代天皇の事績を後村上天皇の代までのべている。伝本によりこれを上中下または天地人の3巻にわけている。その場合、序論から宣化天皇まで・欽明天皇から堀河院まで・鳥羽院から後村上天皇まで、と区分している。
神代から後村上天皇の即位（後醍醐天皇の崩御を「獲麟」に擬したという）までが、天皇の代毎に記される。そして、その史的著述の間に、哲学・倫理・宗教思想と並んで著者の政治観が織り込まれている。
北畠親房が常陸国で籠城戦を繰り広げていた時期に執筆がなされており、手元にある僅かな資料だけを参照して書いているため、当時すでに知られていた史実に関しての誤謬も散見する。

### 承久の乱
承久の乱について、『神皇正統記』には次のような意味の論評が記されている。

## 写本
初稿本・修訂本ともに原本は現存しない。
平田俊春によれば、初稿本系統では、宮地治邦所蔵本（1冊、残欠）が比較的はやく、これをもとに竜門文庫蔵阿刀本（1冊、残欠）のような形が成立したと言う。
修訂本系統では、白山比咩神社本（4冊、永享10年（1438年）写）が現存最古である。

### 「或童蒙」
『神皇正統記』のうち、「白山本」など主要な底本にある奥書には、「或童蒙」のために老筆を馳せて書かれたと記されている。この「或童蒙」とは誰なのか、そもそもその内容を鵜呑みにしてよいのか、と言った点で議論が争われており、決着が付いていない。詳細は#『神皇正統記』とは何かの各説参照。

## 『神皇正統記』とは何か
誰に向けて、何のために書かれたのかは確定していない。
最も有力な説は幼少の後村上天皇に帝王学を説いた教育書であるという説である。他に、東国武士を南朝に勧誘するためとする説、親房自身のために正義論について真摯に思索した哲学書であるという説がある。

### 主要説

#### 後村上天皇への帝王学の書説
『神皇正統記』の執筆目的として比較的有力なのは、初稿執筆時12歳だった後村上天皇を英明な君主として教育するための、帝王学の書だったとする説である。主に『易経』（周易）および『孟子』からの影響が見られ、「南朝の正統性を主張した」などという素朴な国粋主義ではなく、「徳がない君主の皇統は断絶して別の皇統に正統が移る」という厳しい理論を後村上に突きつけたもので、易姓革命論ならぬ「易系革命」論とも言うことができる。自身の皇統が正統であり続けるために、自己修養を疎かにせず、欲を捨てて民のために尽くすように訓戒したものであるという。
この説はもともと江戸時代から存在したが、その時は伝・親房の奥書が知られていなかったため、「或童蒙」とは関連付けられていなかった。奥書が知られるようになると、「或童蒙」は後村上天皇を指すと解釈されるようになった。
ところが、その後、松本新八郎によって、親房が主君を童蒙つまり「愚かな子ども」と呼ぶことは考えにくい、として#東国武士への勧誘書説が唱えられた。
これに対し、我妻建治は、『易経』の蒙卦および六五の爻辞を用い、「易」によればここで言う童蒙は「君主」の意であり、まさしく後村上天皇を指す、と反論した。我妻によれば、『神皇正統記』は徳による「正理」の流れを説明するものであるという。つまり、皇統の継承と断絶、および皇室に限らず家系の興亡は、「正道」「有徳」「積善」があるかどうかに依っているという。この思想は、主に『周易』と『孟子』からの影響が多いと見られるが、そのほかにも『大学』『中庸』や大乗仏教の「自利利他」思想などの影響もあるという。また、親房が君主の条件としてまず三種の神器の保有を皇位の必要不可欠の条件としているのは著名である。我妻によれば、これは単に物質的に尊んだのではなく、それぞれの神器を三達徳に対応させて意味を捉えた、思想的な象徴としての根拠が主であるという。親房は自身の思想に極めて率直だった。たとえば、総合評価では最大の名君とする後醍醐天皇であっても、その政策を全肯定する訳ではなく、部分的には痛烈な批判の対象とした。逆に、相手がたとえ武家であったとしても、正しい政治を行ったものは評価した。承久の乱を引き起こした後鳥羽上皇は非難され、逆に官軍を討伐した北条義時とその子の北条泰時のその後の善政による社会の安定を評価して、「天照大神の意思に忠実だったのは泰時である」という論理展開をした。これも徳治を重視する親房から見れば、正理なのである。
平田俊春は、我妻の易経説への反論を試み、平安時代の用例を探した。そして、藤原頼長『台記』で、久安元年（1145年）4月25日、小内記守光が当時7歳の近衛天皇の宣命に、天皇を表す語として「童蒙」を用いたところ、頼長が『周易』によれば妥当ではない、として「幼齢」と書き直させたという、我妻説への有力な反論を発見した。ところがその一方で、久安5年（1149年）に大内記藤原長光が作成した宣命では、「童蒙」が天皇を指す語として使われていた。童蒙＝天皇を、頼長は不可だとしたが、長光は可だとしたのである。結果、頼長と長光の解釈の差をどうすればよいのか、我妻説へどのように用いればよいのかはっきりとわからず、平田は結論を避けた。
窪田高明は、平安時代の例は、宣命、つまり形式上は天皇の言葉であるから、天皇が自分を謙遜する自称を、家臣がどこまで代筆して書いてよいのかわからないから問題になるのであって、親房のように明らかに他称として「童蒙」と呼ぶのは考えにくいのではないか、として童蒙＝後村上天皇説を疑問視した。
岡野友彦は、我妻の周易説を支持し、やはり後村上天皇を名君に育てるための帝王学の書であろうとしている。岡野によれば、「正統」とは「南朝が絶対に正しい」といったような素朴で楽観的な南朝正統論とは、全くかけ離れているという。親房は、『孟子』の易姓革命思想の影響を受けており、易姓革命思想のうち天皇位が天皇家以外の人間に渡るかもしれないという部分は拒絶したものの、君主の徳によって、天皇家内部の皇統間で「正統」が移動することは認めており、『神皇正統記』はいわば「皇統内革命」あるいは「易系革命」という思想を示した書であるという。そして、親房はまだ幼い後村上天皇に対し、自分の欲を捨てて民のために尽くさねば、たとえ正しい血筋と三種の神器を兼ね備えた天皇であっても、帝位を失う可能性があり、北朝など別の皇統に敗北し自身の皇統が断絶する可能性は常にある、と厳しい現実を突きつけたのだという。ところが、親房の儒学思想自体は後世に大きく普及したのに、その一方で結果論として南朝は内乱に事実上敗北して断絶してしまったため、江戸時代前期には新井白石の『読史余論』で、南朝が断絶したのは南朝の君主が不徳だったからだ、と、敗者＝悪玉論が論じられるなど、皮肉な結果になってしまった、という。

#### 東国武士への勧誘書説
結城親朝を代表とする東国武士たちを南朝へ勧誘するための書として書かれたとする説である。武士にもわかりやすいよう、日本の歴史を既存の歴史書よりも簡単に書き、結城宗広（親朝父）や結城親光（親朝弟）の南朝への忠誠心を褒めることで、親朝らを自派へ引き込もうとしたとする。20世紀後半の一時期は通説に近かったが、その後の支持はやや落ちている。
1965年、松本新八郎は、北畠親房が主君である後村上天皇を「或童蒙」＝「ある愚かな子ども」と呼ぶことは考えにくい、と反論した。そして、「童蒙」とは結城親朝のことであり、最期まで南朝のために戦った結城宗広（親朝父）や結城親光（親朝弟）の忠誠心を『神皇正統記』で称えることで、親朝を南朝側に引き入れようとしたのではないか、と唱えた。
この説は当時、佐藤進一や永原慶二ら、著名な日本史研究者からも支持されたため、ほぼ通説に近い地位を占めていた頃もあった。しかし、#後村上天皇への帝王学の書説で述べたように、我妻建治が『周易』によって童蒙＝君主説を唱えてから、全盛期に比べて支持される勢いは衰えた。
坂本太郎もまた、親朝は「童蒙」と呼ばれるような年齢ではないし、確かに『神皇正統記』は漢字かな交じりで書かれており、分量・表記・記述の全てで、『日本書紀』などそれまでにあった歴史書よりは遥かに読みやすいものの、はたして武士たちへの勧誘手段として有効かどうかは疑問である、と勧誘書説を否定した。
窪田高明も、この時期に親房が親朝に宛てた書簡として『関城書』があるが、『関城書』と『神皇正統記』では親房の姿勢が全く違い、同一著者が同一対象者に同時期に送ったものとは考えにくい、と疑問視した。

#### 自己との対話説
「善」「正統」という哲学的命題を、親房自身に問いかけた哲学書であるという説である。静的な現在の善は、儒学の有徳君主論によって保証することができる。過去から現在への善の持続は、天照大神の神勅や三種の神器などの神道の論理によって保証することができる。しかし、現在から未来への方向、動的に今まさに次の時間の流れに持続している現在の善は、本質的に行動を要請するものであり、言葉や文字によって全てを表現することはできない。『神皇正統記』の内容に揺れがあるのは、このためである。そして、親房が死の際に至るまで苦闘を続けたのは、『神皇正統記』では書き表すことができなかった摂理を行動によって示すためであり、北畠親房という人間の生涯そのものが、一つの生きた哲学書なのであるという。
『神皇正統記』を、正義論について真摯に思索した哲学書と見なす傾向は、政治学の研究者である丸山眞男によっておぼろげながら提示された。丸山は1942年に執筆を依頼されて、「『神皇正統記』に現れたる政治観」（『日本学研究』所収）という論文を著したが、皇国史観が正しい歴史学とされた戦時中の論文であるため、皇国史観とは違う自身の思想を率直に出しすぎて周囲から危険視されないように、注意深く書かれており、またそれとは別に丸山自身の思想も固まっていなかったと見られるため、ややわかりにくいところがある。
丸山の論文で特異なのは、伝統的な『神皇正統記』評で必ず論じられる「正理」「正統」といった概念にはほとんど言及せず、『神皇正統記』を「行動の書」と位置付けているところである。そして、本書を「平板的な「概論」」ではなく、「実践的意欲から動態的に理解され」るべき政治論であるとしている。確かに、北畠親房の政治的実践は、後世から結果論として見れば失敗だった。しかし、一つの理論を提示し、そしてその内面性に従って自ら主体的に行動した思想家としての親房は、高く評価することができる、という。また、丸山の論理の筋道に従えば、親房は「正直」（心情の倫理）と「安民」（責任の倫理）を混同しているため、『神皇正統記』は客観的な思想書とはなっておらず、むしろそこにこそ、主体的な思想書としての価値があるのだという。
その後、佐藤正英が主体性と正統を関連付けて考察した。佐藤は、「永遠」と「無窮」を別のものとし、「永遠」は「時間の流れを超越する」もので、「無窮」は「時間の現前として現在が持続すること」であるという。そして、「正統」の時間意識は、「永遠」ではなく「無窮」の方である。つまり、正統が持続を保証するのではなく、その逆に、持続が正統を示すのであるという。『神皇正統記』が儒学の有徳君主論に近づくのはそのためであるが、その本質には、「現在の主体の行為が「正統」の持続を生み出す」という思想があるのだという。
窪田高明は、丸山・佐藤説を補強し、『神皇正統記』は「善とは何か」「そしてそれをいかに実践すべきか」を求めて、自己との対話を行った哲学書であるとした。その論拠として、『神皇正統記』には君主に対して政治の心構えを説くことを述べた文の次に、唐突に、人臣の側の弁えを語る文が続くなど、対象が二転三転していることが挙げられる。親房ほどの学者・著作家がこれを意識していない訳がなく、誰に対して書いたのか一貫した解釈ができないということは、つまり誰に対して書いたのでもなく、自問自答を行った哲学書であると解釈するのが妥当であるという。奥書の「或童蒙」については特に深い意味はなく、その次の「老筆」の方が重要であり、単に自分を「老」として、この作品は老いぼれが書いた不完全な書であるという謙遜の定型句であり、その対比としてたまたま読者に対して童蒙という語を用いたに過ぎないという。
窪田の主張によれば、親房は過去・現在・未来を貫いて持続する善の存在を、理論付けたいと考えたのであるという。儒学における有徳君主論は、現在の徳によって、現在の秩序が維持されることを保証してくれる。しかし、それは過去から現在への善の流れは保証しない。そこで親房が持ち出したのが、天照大神の「天壌無窮」や三種の神器といった神道思想であり、これらの装置によって、始原から現在まで一貫して善が続いてきたことを保証することができる。しかし、何に依っても、未来に対し、「持続する現在」という善を表現することはできない。それは常に消滅の危機にあるのである。「持続する現在」というのは、書物という固定的な媒体とは本質的に相容れないものであり、『神皇正統記』の記述に矛盾や混乱が見られるのは、そこに求められるという。
未来への善の持続性というのは存在そのものに対する問いであり、そこに何らかの原理はあるとしても、それは言語によっては決して表現できない。したがって、思索者にして行動者たる親房は、「原理として語りえない原理的なるものを自らの生をとおして表現」しようとしたのではないか、という。

### その他

#### 折衷説
上記の、後村上天皇への帝王学の書説も、東国武士への勧誘書説も、両方とも正しいとする見解もある。元は東国において東国武士への勧誘のために書いたものを、後に後村上天皇に献上して帝王学教育に役立てようとしたとするものである。

#### 日本史概説書説
江戸時代前期の慶安2年（1649年）2月、『神皇正統記』は、風月宗知によって刊本が出版された。後に林羅山らによる江戸幕府の公式史書『本朝通鑑』（寛文10年（1670年））では、「正統記簡約易見、今存而行於世」と、国史を概観するに便利な書だと評されている。20世紀の日本史研究者の平田俊春もまた、わかりやすい日本史概説書としての一面を肯定的に捉えている。
一方、窪田高明は、歴史書としてわかりやすい本であるとは思いにくい、と主張する。記述は客観的ではない上に、『吾妻鏡』や『増鏡』といった他の中世日本の史書と比べても異質である。また江戸時代でも、多くの人は本書を単純な歴史概説書だとは思わなかったのではないか、と推測している。

#### 神国思想書説
神道研究者の久保田収は『北畠父子と足利兄弟』（皇學館大学出版部、1977年）で、親房の確信に溢れた神道観・国家観・政治観には、後世の読者も必ず奮い立ってしまうほどの気魄が窺えるとした。
『国史大辞典』「神皇正統記」（大隅和雄担当）もまた、「明確な歴史への態度と、強い意志を表わす明晰な文章とによって（略）」と本書の執筆目的は明らかであると断じ、皇統の移動を儒学的な歴史論と伊勢神道で正当化しようとした、中世の神道的な歴史論・神国思想を代表する古典とした。

#### 国威発揚説
イスラエルの日本学者ベン＝アミー・シロニーは、王朝が非常に古いという「万世一系」の主張は、日本の自国民を感心させるためだけではなかったと主張した。国家としては日本より古いが、歴代王朝は日本より短命だった中国に感銘を与えるためでもあったという。中国人は日本のこの主張を気にとめ、一目置いていたと言って良いという。
日本人も、王朝の寿命の長短に関する中国との比較論に熱中したという。『神皇正統記』では以下のように論じられている。

## その後
明徳の和約後、北朝正統論を唱える室町幕府の影響下に改竄や、続編と称しながら親房の論を否定する『続神皇正統記』（小槻晴富）が書かれた事もあった。徳川光圀は「大日本史」で親房の主張を高く評価し、江戸幕府の中にも泰時の例などを引用して「武家による徳治政治」の正当性を導く意見が現れるようになった。
水戸学と結びついた『神皇正統記』は、後の皇国史観にも影響を与えた。だが、明治になってから逆に国粋主義の立場から儒教や仏教、異端視された伊勢神道の影響を受けすぎているという理由で、重訂という名の改竄（親房思想の否定）を行う動きも起こったが、これは定着には至らなかった。国学も含め『神皇正統記』研究が再び盛んになるのは、現実政治から切り離された、戦後を大分経てからである。。

## 評価
窪田高明によれば『神皇正統記』は歴史書という体裁を取ってはいるものの、著者の親房が、ただ歴史を客観的に叙述するのではなく、自身の何らかの主観的な思想を、非常に強い確信をもって、明快に述べているように「見える」という点で、きわめて不可思議な書である。したがって、本書を読んだそれぞれの論者は、親房はこれこれの思想を明快に述べている、と断定的に主張するし、その「明快な思想」に、熱意をもって賛同するか、あるいは強烈な嫌悪感で拒絶する。そうでありながら、親房が本当に何を言いたかったのかは未だに分かっていないと指摘し、『神皇正統記』本文および『神皇正統記』評を読む時は、この点に強く注意する必要があると述べている。